# ブラッケンハイム
ブラッケンハイム (ドイツ語: Brackenheim, ドイツ語発音: [ˈbrakn̩ha‿im]) は、ドイツ連邦共和国バーデン＝ヴュルテンベルク州ハイルブロン郡に属す小都市。821haのブドウ栽培面積を持つヴュルテンベルク最大のワイン町である。また、テオドール・ホイスの出身地としても知られる。

## 地理

### 位置
ブラッケンハイムはハイルブロン郡南西部、郡庁所在地であるハイルブロンから南西15km、ツァーバーゴイ地方のツァーバー川沿いに位置する。農業は、専らブドウ栽培に向けられている。

### 隣接する市町村
ブラッケンハイムに隣接する市町村は、南西から時計回りに、クレーブロン、ギューグリンゲン、エッピンゲン、シュヴァイゲルン、ノルトハイム、ラウフェン・アム・ネッカー（以上、いずれもハイルブロン郡）、キルヒハイム・アム・ネッカー、ベニヒハイム（以上2つはルートヴィヒスブルク郡）ブラッケンハイムは、クレーブロンとともに行政共同体を形成している。

### 市の構成
ブラッケンハイムは、全部で8つの市区からなる。ブラッケンハイム自身の他、ボーテンハイム、デュレンツィンメルン、ハーバーシュラハト、ハウゼン・アン・デア・ツァーバー、マイムスハイム、ナイペルク、シュトックハイムである。
ブラッケンハイム地区には居住区ブルガーミューレおよびザンクト・ヨハニス・ミューレが、マイムスハイム地区には居住区ベレフュー、オベーレ・シェレンミューレおよびウンテーレ・シェレンミューレが、ナイペルクにはナイペルク城およびその農場が、シュトックハイムにはシュトックハイム城とその農場が属している。

## 歴史
シュトロムベルクとホイヒェルベルクの間の地区には、5000年から6000年前からすでに人が住んでいた。ボーテンハイムとマイムスハイムは12世紀にヒルザウ文書に登場する。ブラッケンハイム自体は、1246年に、ツァイゾルフ・フォン・ブラッケンハイムがヒルザウ修道院にボーテンハイムとマイムスハイムの所領を遺贈したと、同じくヒルザウ文書に初めて登場する。ブラッケンハイムは、1280年にルドルフ1世・フォン・ハプスブルクに都市権を与えられた。この都市は、計画的に作られ、当時の市壁跡が遺っている。

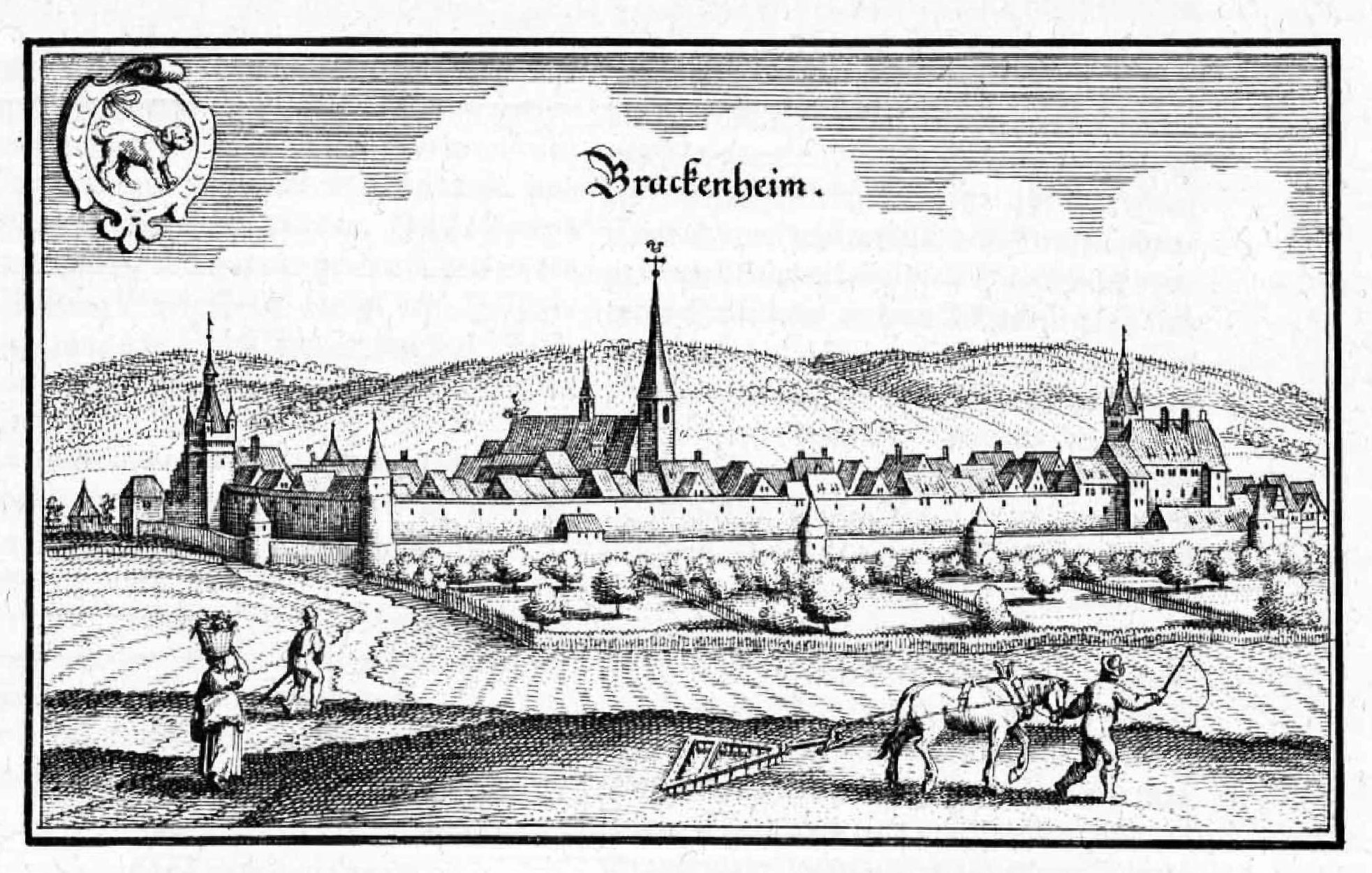
1640年頃のブラッケンハイム

112軒の家屋が焼失した1691年の大火の後、市は大部分を再建しなければならなかった。マルクト広場も新設する必要があった。1424年に建造された旧市庁舎も焼け落ちたため、市議会は、1776年に旧市庁舎跡に新しい庁舎が完成するまで、旧浴場を利用した。
1806年にブラッケンハイムはオーバーアムト・ブラッケンハイム（オーバーアムトは昔の地方行政区分。1934年からはブラッケンハイム郡に改組）の本部所在地となった。1938年にこれが廃止された後、ブラッケンハイムはハイルブロン郡に併合された。

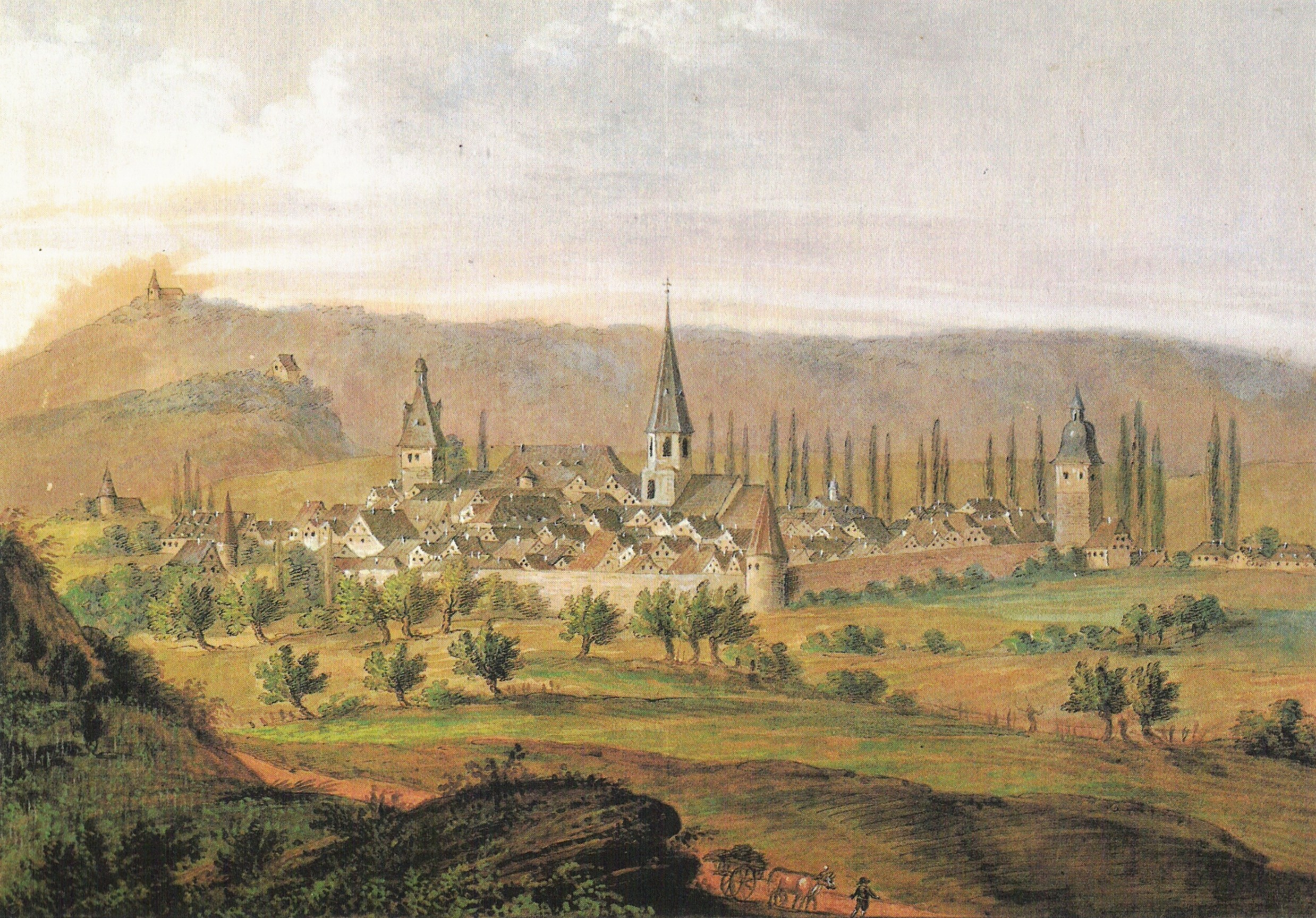
1820年頃のブラッケンハイム

バーデン＝ヴュルテンベルク州の自治体再編の時代、1971年から1974年までの間に隣接する自治体、ボーテンハイム、デュレンツィンメルン、ハーバーシュラハト、ハウゼン・アン・デア・ツァーバー、マイムスハイム、ナイペルクおよびシュトックハイムがブラッケンハイムに合併した。建築地域の精力的な拡大により地区の一部は融合して、めざましい人口増加が生じた。1995年から2004年までの間だけでほぼ2,700人の人口増加があった。

### 市町村合併
- 1971年1月1日: ボーテンハイム
- 1971年11月1日: デュレンツィンメルン
- 1972年2月29日: ハーバーシュラハト
- 1972年4月1日: マイムスハイム
- 1974年1月1日: ナイペルクおよびシュトックハイム
- 1974年10月1日: ハウゼン・アン・デア・ツァーバー

### 宗教
ブラッケンハイムは、ヴュルテンベルクのプロテスタント地方教会ブラッケンハイム教会管区の本部所在地である。ブラッケンハイム、ボーテンハイム、デュレンツィンメルン、ハウゼン、マイムスハイムおよびナイペルクにはそれぞれ独自のプロテスタント教会組織が存在している。ハーバーシュラハトおよびシュトックハイムは共同の教会組織に属している。
シュトックハイムにはカトリックの教会組織聖ウルリヒ教会があり、ハーバーシュラハトとエッピンゲンのクラインガルタハ地区もその管轄下にある。ナイペルクは、シュヴァイゲルンの聖マルティヌス教会に属す。ブラッケンハイムのクリストゥス・ケーニヒ教会が、ブラッケンハイムの他の市区を傘下におさめている。ブラッケンハイムには福音派自由教会（バプテスト教会）、新宗教のエホバの証人が、ボーテンハイムにはメソジスト教会が、マイムスハイムには新使徒教会がある。

## 行政

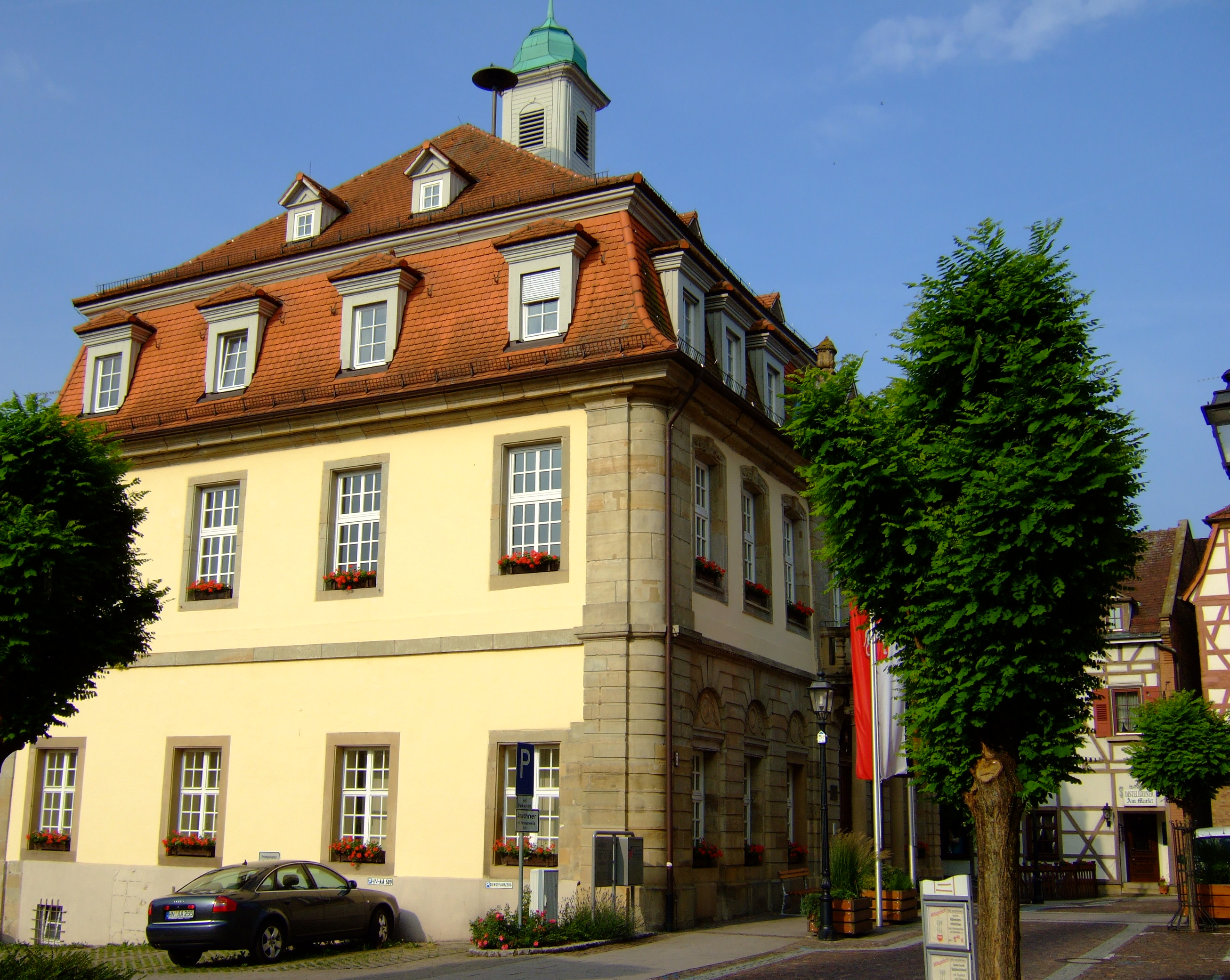
ブラッケンハイム市庁舎

### 市議会
ブラッケンハイムの市議会は、30人の議員からなる。議会では、これに議長を務める市長が加わる。
ハーバーシュラハト、マイムスハイム、シュトックハイムの三地区にはそれぞれ地区議会がある。議員数は、ハーバーシュラハトとマイムスハイムがそれぞれ6議席、シュトックハイムが5議席である。

### 紋章と旗
図柄: 赤地に、四つ足で立つ銀色の猟犬 (Bracke)。黒い首輪と銀の金具を付けている。市の色は白 - 赤である。
1301年の現存する最も古いこの市の紋章にはすでに名前に因んだ紋章として猟犬が描かれている。犬は、何世紀もの間に様々なポーズで描かれた、たとえば立ったもの、吠えているもの、跳ねているものがある。16世紀からは様々な付属品、首輪や鎖が描かれるようになった。色は、おそらくしばしばマインツ選帝侯のレーエンとしてしばしばこの地を治めたマーゲンハイム家に由来する彩色のまま、変わっていない。1953年にブラッケンハイムの市議会は、最も古い印章に基づき、現在の紋章を制定した。

### 友好都市
- Marsan（フランス、ガスコーニュ地方ジェール県）1962年、合併前のナイペルク地区と友好都市協定締結。
- Charnay-lès-Mâcon（フランス、ブルゴーニュ地方ソーヌ＝エ＝ロワール県）1978年。
- カスタニョーレ・デッレ・ランツェ（イタリア、ピエモンテ州アスティ県）1996年。

さらに2001年にポーランドのオーバーシュレージエン地方 Zbrosławiceと友好協定を締結した。これに加えて、フランスのLe Lude、ウェールズのニース・ポート・タルボットとも友好協定に向けて協議を行っている。

## 文化と見所
ブラッケンハイム文化フォーラム協会は1994年から城の礼拝堂を客席数200のホールとして利用してコンサートや演劇を行っている。

### 博物館
2000年に、この街出身のテオドール・ホイスの生涯を展示する市立テオドール・ホイス博物館がオーバートーア通りに開館した。同じ地区には、1968年からすでにテオドール・ホイス記念館があった。ボーテンハイム地区のブラッケンハイム郷土協会の郷土博物館では郷土資料が展示されている。

### 建築

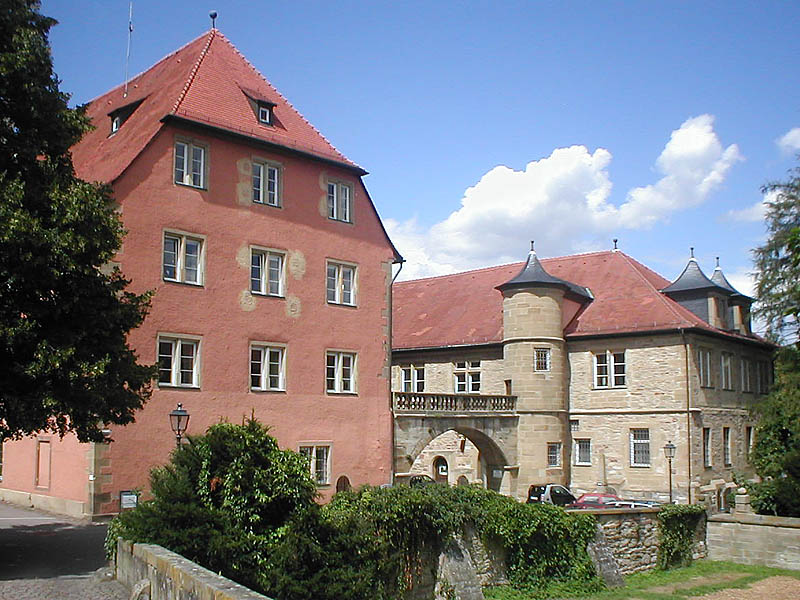
ブラッケンハイム城

- 聖ヤコブス市教会は、かつてのヤコブス礼拝堂が宗教改革により市教会に昇格したものである。このゴシック教会の起源は1200年頃にまで遡る。
- ブラッケンハイム教区教会であるヨハニス教会は、元々ブラッケンハイム墓地に建っていた。ゴシック盛期の聖歌隊席を持つこの後期ロマネスク様式のバシリカ教会には13世紀から14世紀の壁絵が保存されている。
- 旧市街の南にあるブラッケンハイム城は市内の居館として、ヴュルテンベルク公クリストフの下、建築家マルティン・ベルヴァルトによって、1556年から1559年にかけてマーゲンハイム家の古い城跡に建設された。三つの翼からなるこの建築は、16世紀から17世紀にはヴュルテンベルク家の未亡人の居館として用いられた。1670年の大火の後、西翼と北翼が1677年から1685年にかけて建築家ヴァイスにより再建された。後にこの建物は、上級代官の居館および庁舎となった。現在は、区裁判所および建設局として利用されている。
- オーバートーアハウスは1828年から1907年にオーバーアムトの監獄であった建物で、1968年からはテオドール・ホイス記念館がある。オーバートーアハウスの向かいにテオドール・ホイスの生家があった。現在は石の記念碑が建てられている。

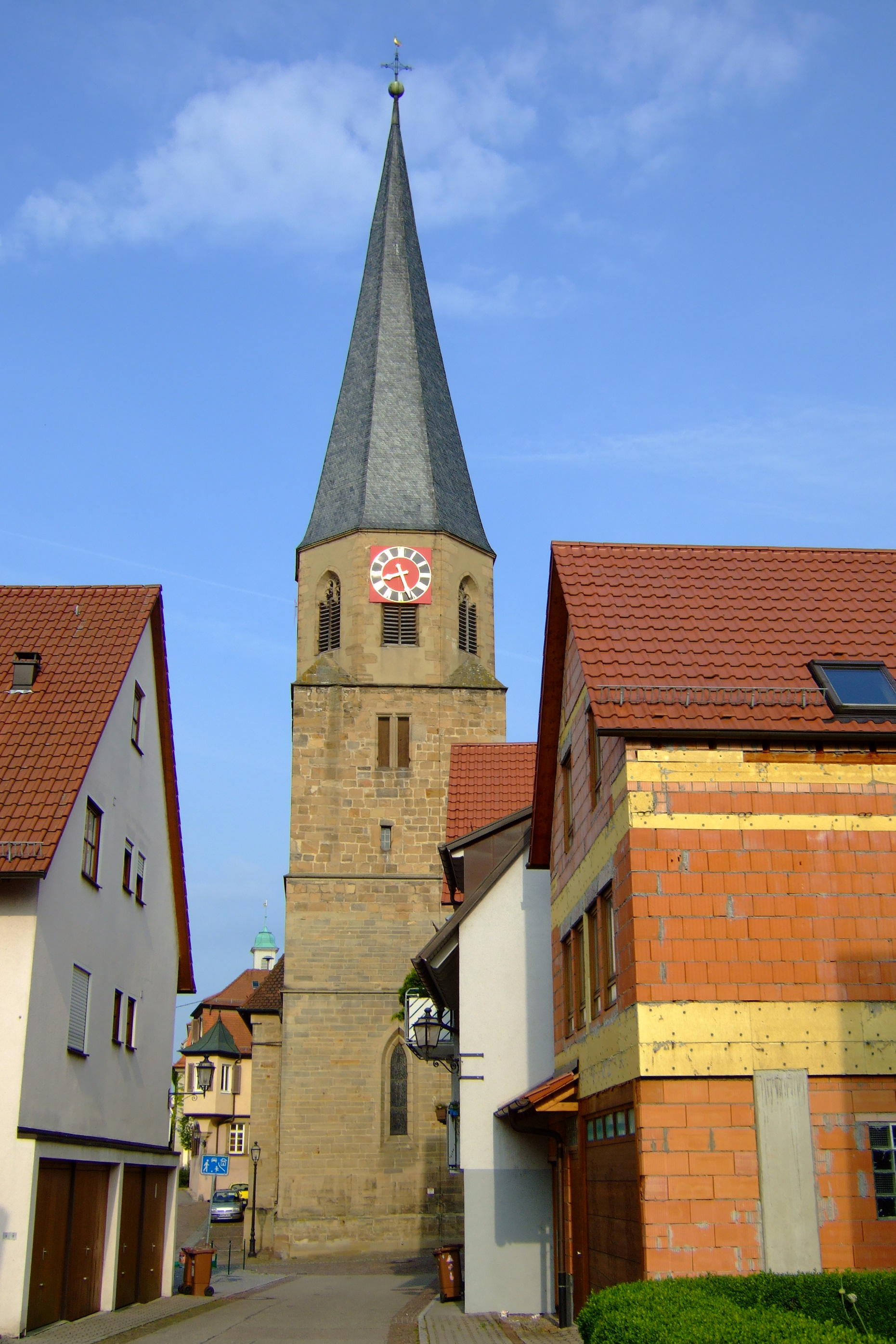
聖ヤコブス市教会
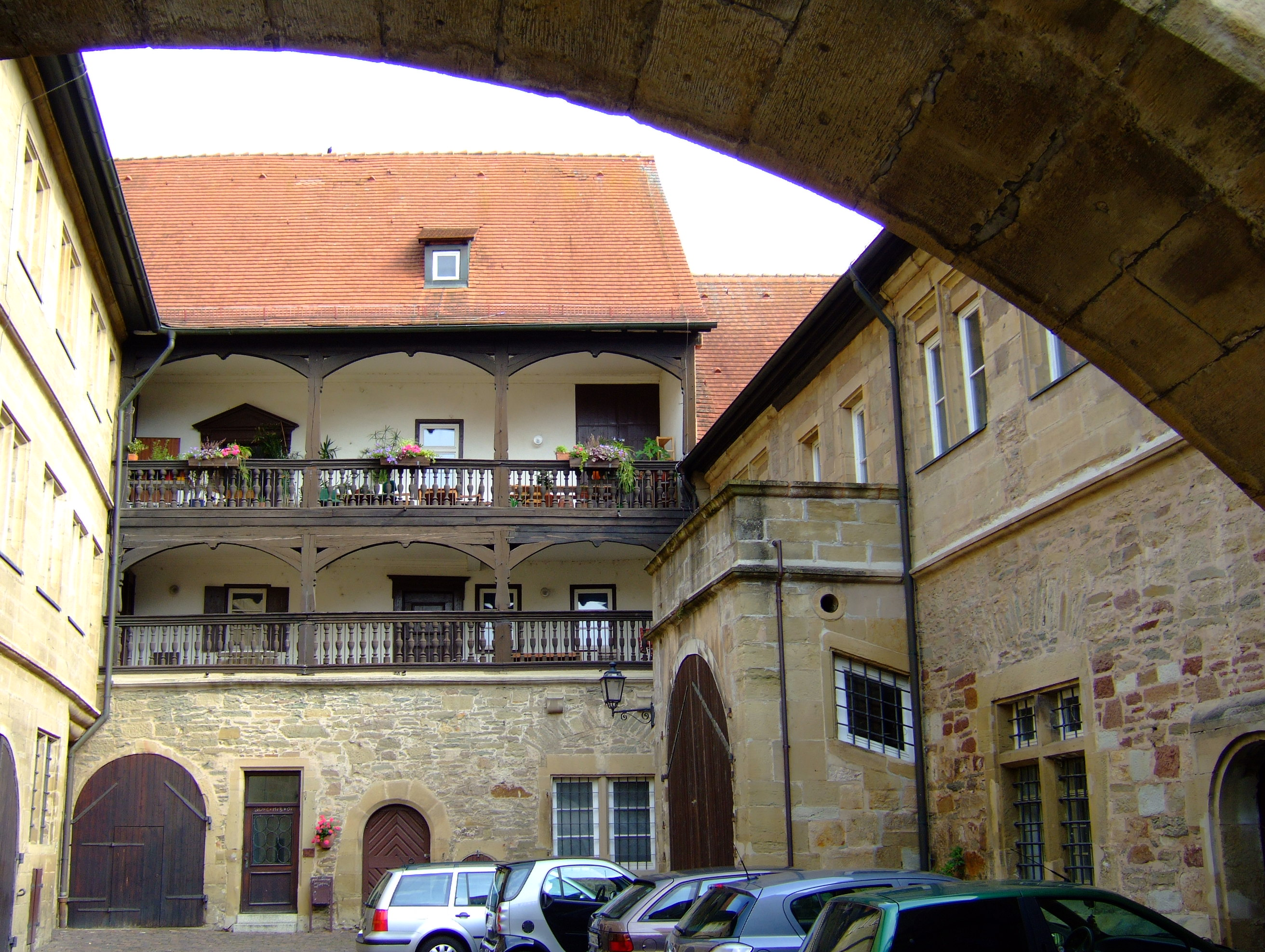
ブラッケンハイム城の中庭
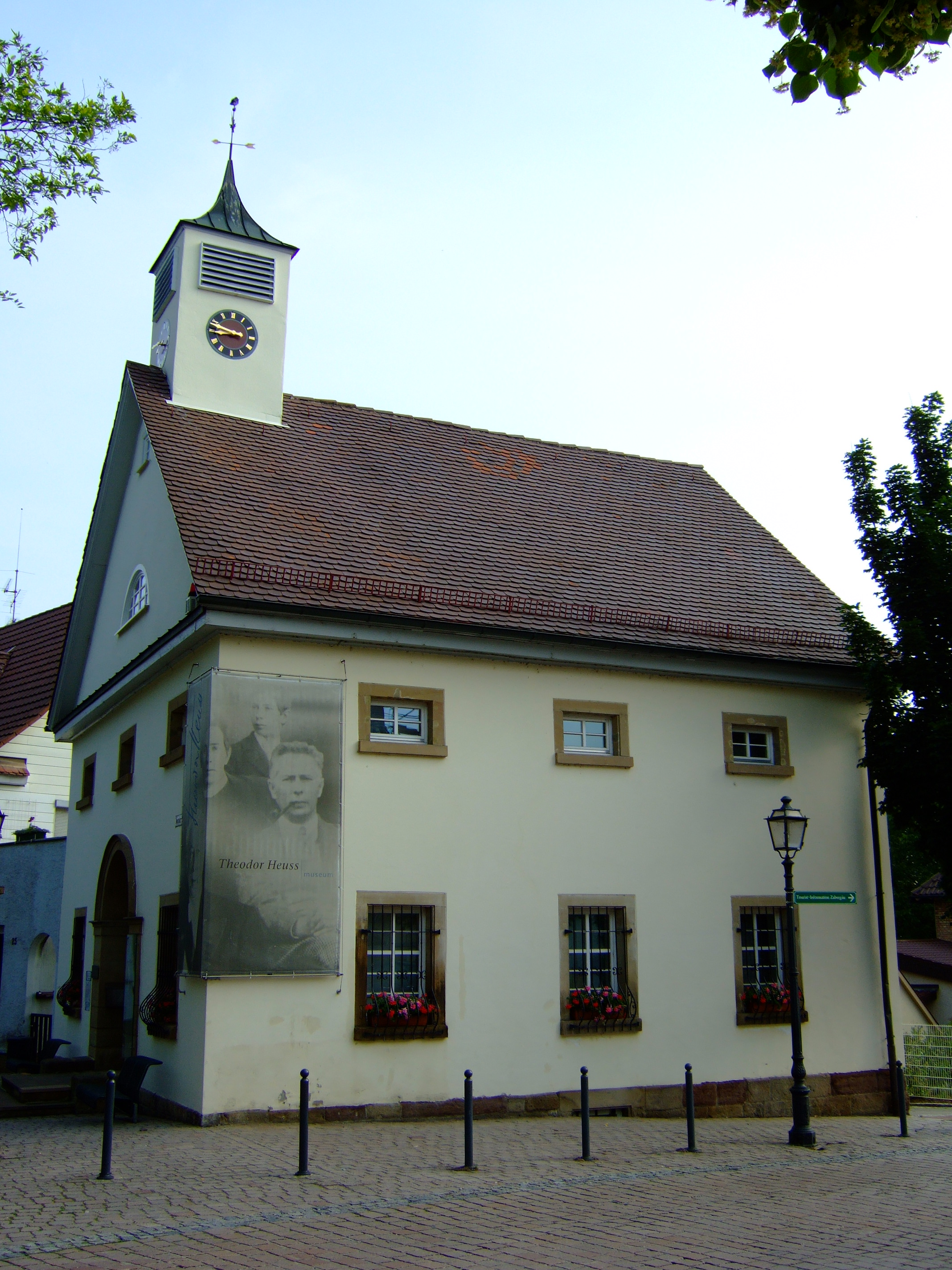
オーバートーアハウス

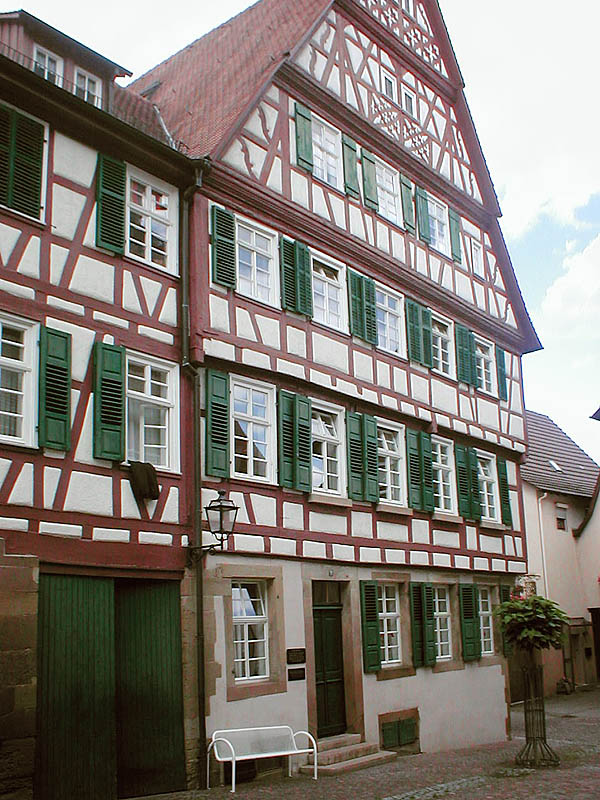
旧学校

- 市庁舎は、1774年に建造されたロココ様式の建築である。この場所は、1424年建造の古い市庁舎が昔あった場所である。この建物は1954年に大規模な修復が行われた。
- 新浴場は、1400年から1530年までベギン会所有の施設であったが、1576年に市営浴場として拡張された。1691年の大火の後は1776年まで市役所として利用され、その後は会社のオフィスとして用いられている。一時的に鍛冶屋や染物屋が入居していたこともある。
- オーバーアムツゲボイデ（直訳すれば「オーバーアムトの建物」）は、1800年までオーバーアムト・ブラッケンハイムの本部であった建物である。その後、住居およびオフィスとして利用されており、長年パン屋が営業している。
- 旧学校は、1808年から1810年に建設され、1804年まではラテン語学校であった。その後も1896年までは学校として用いられていた。この装飾的な木組み建築は、現在オフィスとして利用されている。
- プロテスタントの救済奉仕団の施設は、1706年に建設された。教区監督官の館は、1749年に建てられ、1977年まで使われていた。

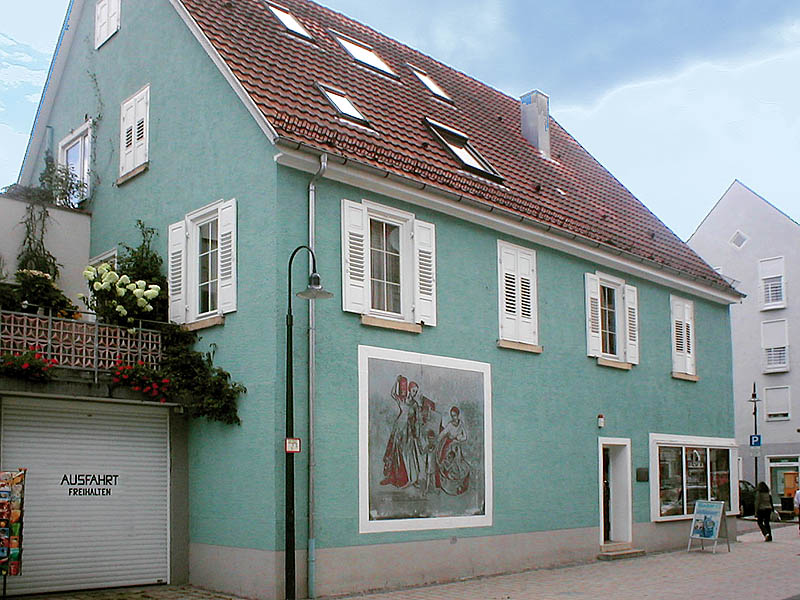
新浴場
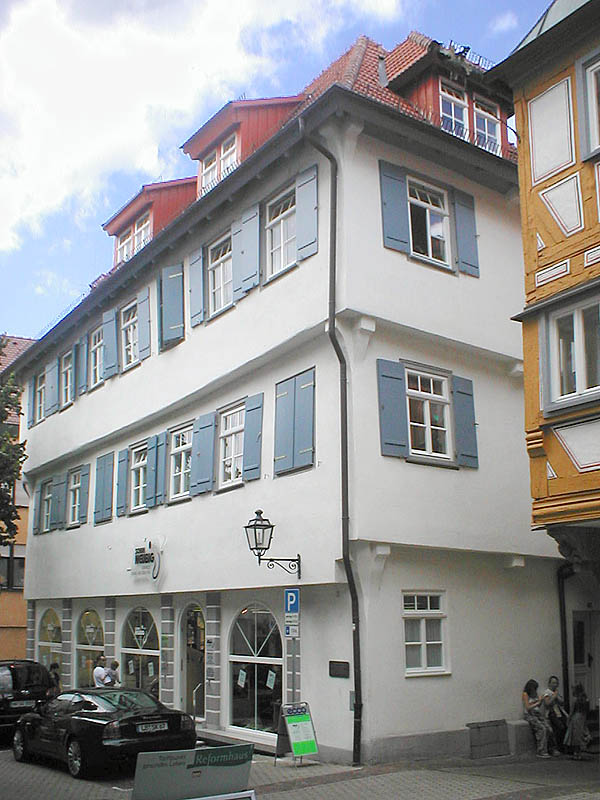
オーバーアムツゲボイデ
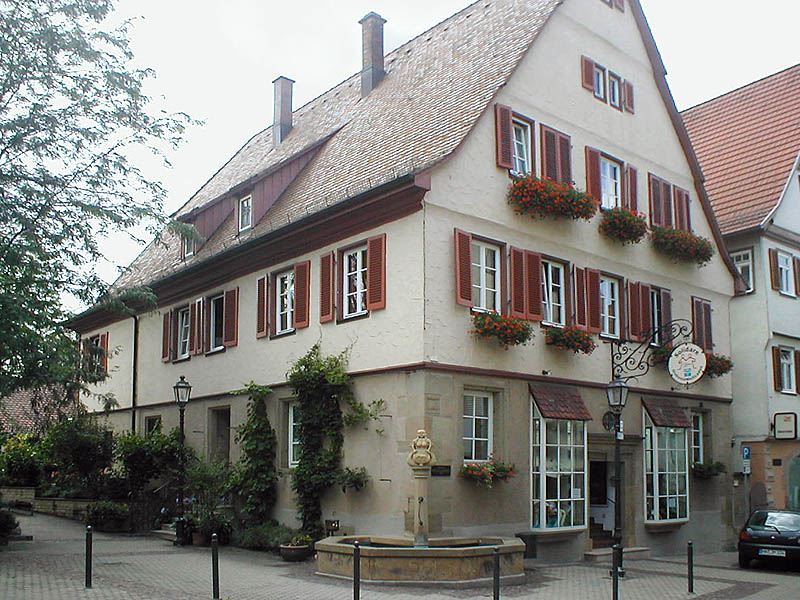
旧教区監督官の館

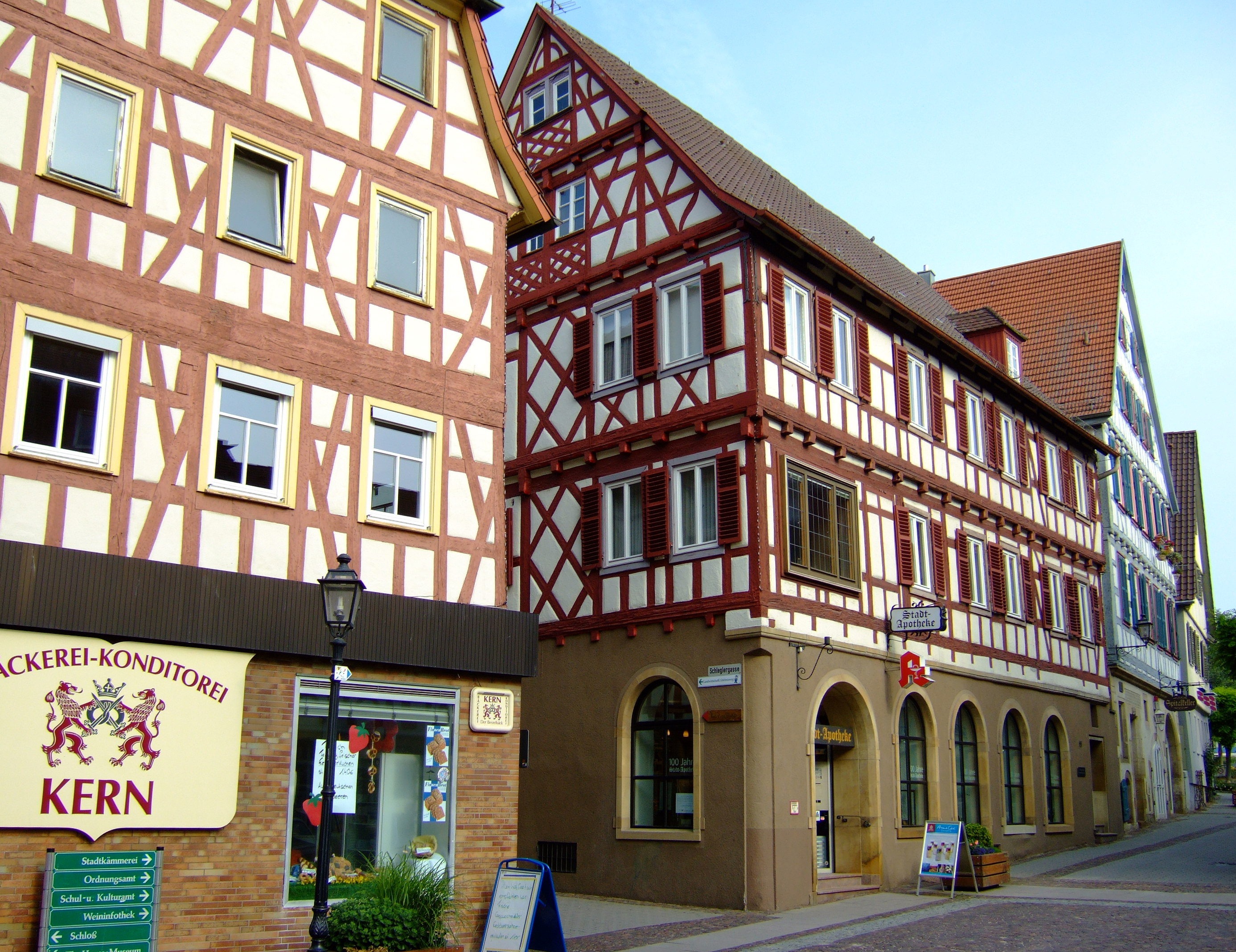
市庁舎の向かい側にある木組み建築群

- ブラッケンハイムの旧市街には、この他に多くの木組み建築が保存されている。なかでも傑出しているものとして、1461年建造の教会禄受領者の館、ローゼン通りにある1580年建造の建物、および装飾的なルネサンス様式の玄関を持つ旅館「オクゼン」が挙げられる。1993年に修復された、城内ワイン貯蔵庫のバントハウスは1600年頃に建設され1956年までは消防団倉庫として利用されていた。

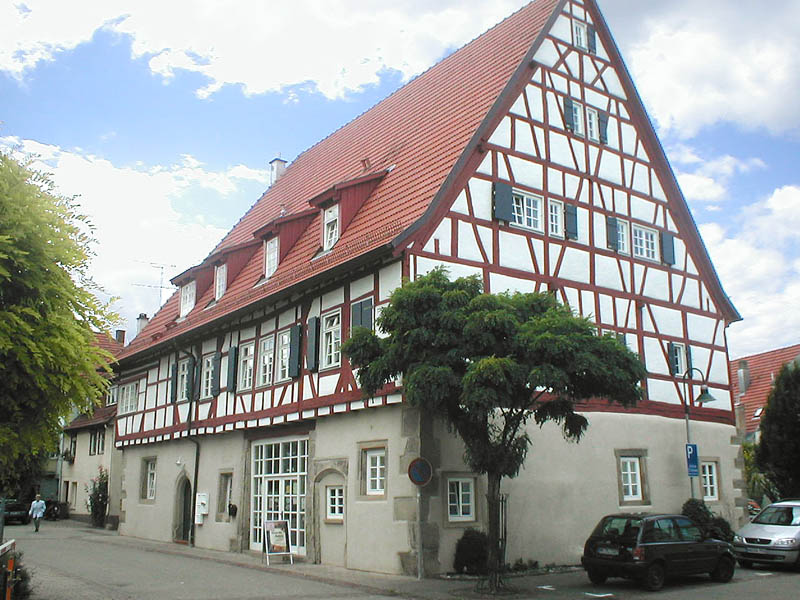
1580年建造の木組み建築
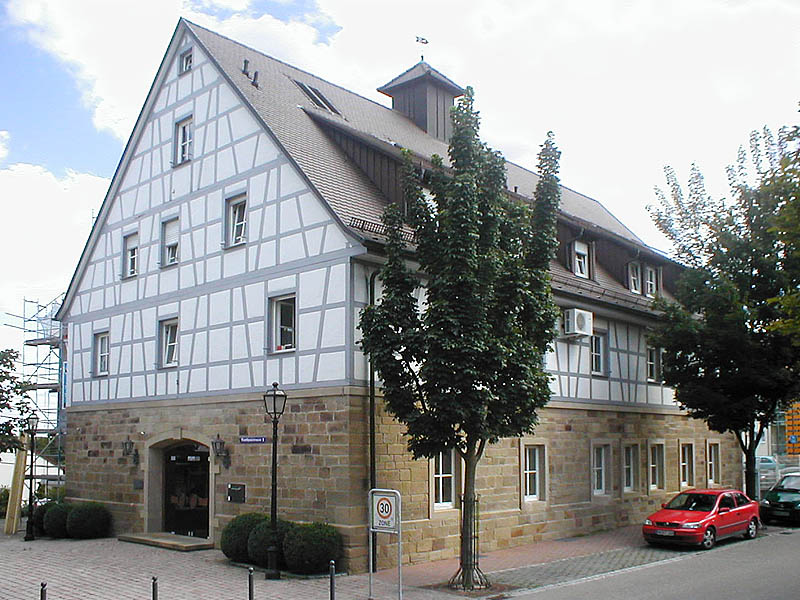
バントハウス

### 自然保護区
ブラッケンハイムには、ツァーバーラウエン自然保護区（ボーテンハイム地区）およびハーバーシュラハトタール自然保護区（デュレンツィンメルン地区、ハーバーシュラハト地区）がある。

## 経済と社会資本

### ワイン栽培
ブラッケンハイムは、ヴュルテンベルク最大のブドウ栽培地であり、ヴュルテンベルク・ワイン街道沿いに位置している。この地域では西暦700年からブドウ栽培が行われていたことが証明されている。821ha（2005年現在）の畑では、多くの種類のブドウ、たとえば、レムベルガー、トロリンガー、シュペートブルグンダー、リースリング、マスカット、ケルナーなどが栽培されている。
ブラッケンハイムは、単にヴュルテンベルク最大のブドウ栽培地というだけではなく、ドイツ最大の赤ワイン生産地でもある。1,200軒の農家が加盟しているブドウ栽培者協同組合の他にも30以上の独立生産者がおり、独自にブドウの栽培、ワインの出荷を行っている。ブドウと自然の学習路ではブドウの種類や過去から現在のブドウ栽培について学習することができる。また植物種や動物種についても紹介されている。

### 交通

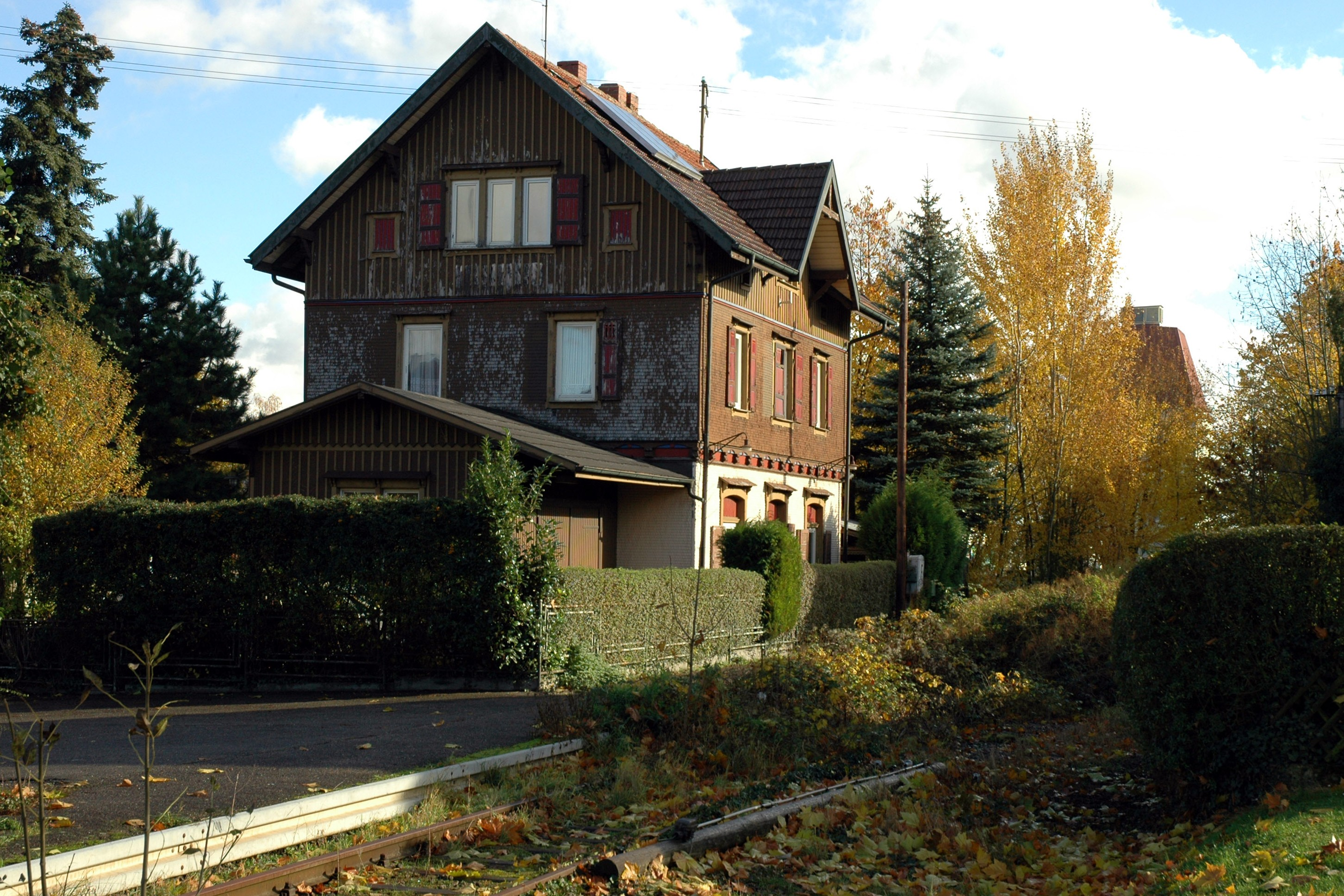
旧ブラッケンハイム駅（2006年11月現在）

広域自動車道への接続は、隣接するラウフェン・アム・ネッカー（連邦道B27号線）あるいはシュヴァイゲルン（連邦道B239号線）を利用する。公共交通機関としてはハイルブロン＝ホーエンローエ＝ハル近郊交通のバス路線が通っている。鉄道網へは、やはり隣接するラウフェン・アム・ネッカー（フランケン鉄道）およびシュヴァイゲルン（クライヒガウ鉄道）を利用する。廃線になったツァーバーゴイ鉄道には、ハウゼン、マイムスハイムおよびブラッケンハイムに駅があった。

### メディア
ブラッケンハイムでのできごとは、日刊紙 Heilbronner Stimmeの南西部版 (SW)に掲載される。市発行の週刊広報紙にも全市のできごとが掲載される。

### 公共施設と裁判所
ブラッケンハイム病院が創設されたのは1960年代で、最近改装された。この病院は病床数130で、240人が働いている。ブラッケンハイム区裁判所は判事1人だけのバーデン＝ヴュルテンベルク州で最も小さな裁判所である。この裁判所はシュトゥットガルト上級地方裁判所管区ハイルブロン地方裁判所の管轄下にある。

### 教育

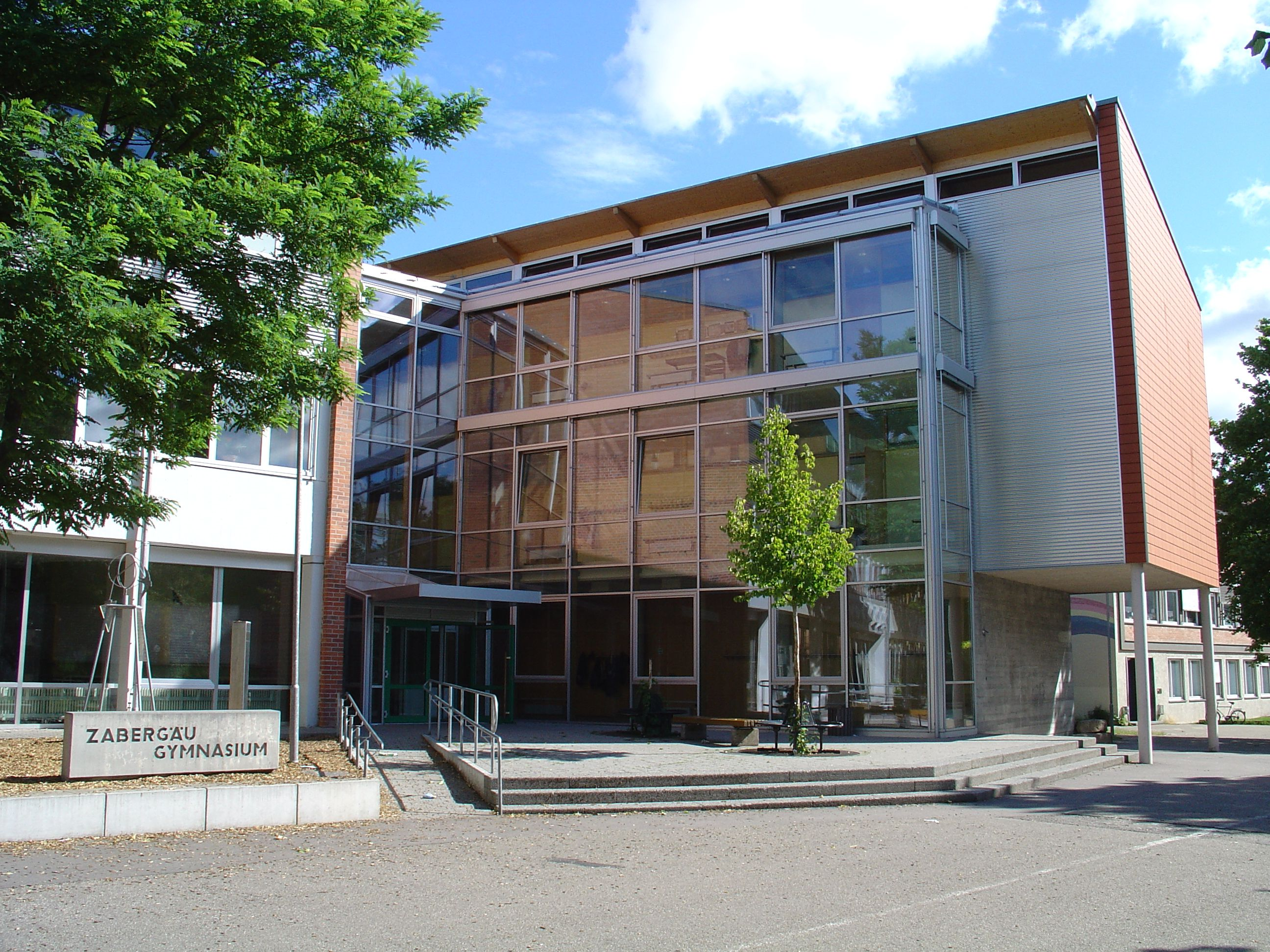
ツァーバーゴイ・ギムナジウム・ブラッケンハイム

この市には、通常の基礎過程、本課程の学校の他に、ツァーバーゴイ・ギムナジウム・ブラッケンハイムとヘンリー・ミラー学校（養護学校。旧ツァーバーゴイ養護学校）がある。

## 人物

### 出身者
- テオドール・モースブルッガー（1851年 - 1923年）建築家、ハイルブロンの行政建築責任者
- テオドール・ホイス（1884年 - 1963年）政治家（DDP、FDP）、連邦大統領、帝国議会議員、ドイツ連邦議会議員、ブラッケンハイム名誉市民
- ラインホルト・ツンデル（1930年 - ）政治家。1966年 - 1990年のハイデルベルク上級市長
- ミヒャエル・ヘルブリヒト（1947年 - ）政治家。1992年 - 2001年の州議会議員
- フランク・ヘフレ（1967年 - ）パラリンピックで何度も優勝している